# Hashimoto Hayato
Hayato Hashimoto (sinh ngày 15 tháng 9 năm 1981) là một cầu thủ bóng đá người Nhật Bản.

## Sự nghiệp câu lạc bộ
Hayato Hashimoto đã từng chơi cho Omiya Ardija.